# Derssia
Derssia  o Deréssia è un comune del Ciad situato nel dipartimento di Tandjilé Orientale, provincia di Tandjilé.